# Calamana
Calamana (en francès Calamane) és un municipi francès situat al departament de l'Òlt i a la regió d'Occitània.
El municipi té Calamana com a capital administrativa, i també compta amb els agregats de las Latas i Mas de Lèu.

## Demografia
| 1962                                       | 1968 | 1975 | 1982 | 1990 | 1999 | 2006 |
| ------------------------------------------ | ---- | ---- | ---- | ---- | ---- | ---- |
| 168                                        | 155  | 188  | 243  | 294  | 384  | 423  |
| Des de 1962: població sense dobles comptes |      |      |      |      |      |      |

## Administració
| Període | Identitat       | Partit |
| ------- | --------------- | ------ |
| 2001-   | Jean-Paul Dujol |        |